# 도미니크 윌킨스
자크 도미니크 윌킨스(영어: Jacques Dominique Wilkins, 1960년 1월 12일~)는 미국의 은퇴한 농구 선수로 포지션은 스몰 포워드이다. 전미 농구 협회(NBA) 올스타에 아홉 차례 선발되었고, NBA 역사상 최고 덩크슛 선수들 중의 하나로 "인간 하이라이트 영화"(The Human Highlight Reel)라는 별명이 지어졌다. 2006년 네이스미스 기념 농구 명예의 전당에 입성되었다.

## 어린 시절과 대학 시절
프랑스에 주둔하던 공군의 아들로 파리에서 태어났다. 그의 가족이 노스캐롤라이나주 워싱턴으로 이주하여 워싱턴 고등학교에서 수학하였다.
윌킨스는 연속적인 클래스 3-A 주립 챔피언십(1978-79)에서 팀의 연속적 MVP였으며 그 이후 맥도날드 경기, 캐피털 클래식, 켄터키 더비 축제 클래식과 대퍼 댄 클래식 올스타 경기에 출전하였다.
1979년 조지아 대학교에 입학하여 손에 땀을 쥐게 하는 선수로서 평판을 구축했다.
대학 농구선수 시절 한 경기에 21.6 포인트를 득점하고 1981년 올해의 SEC 남자 농구 선수로 선정되었으며 대학을 중퇴하고 1982년 NBA 신인 선수로 유타 재즈에 입단하였다.

## NBA 경력
윌킨스가 유타 재즈에서 활약하는 데 못 마땅하며 팀 안에서 현금 유출입이 일어나자 몇 달후에 애틀랜타 호크스로 이적되었다. 이적은 존 드루, 프리먼 윌리엄스와 현금을 포함하였다. 윌킨스가 유타 재즈에서 뛰는 데 못 마땅함에도 불구하고 이제 이적은 NBA 역사상 가장 한쪽으로 기울어진 분배들 사이로 숙고되었다.
마지막 3개의 NBA 시즌에 앞서 윌킨스는 절대 한 경기에 20 포인트 미만을 득점하지 않았고, 30.3 포인트와 함께 1985-86 시즌에서 득점 타이틀을 획득하였다.
1980년대에 애틀랜타 호크스가 10년간의 기간 동안에 4개의 연속적 50승 시즌을 기록하면서 윌킨스는 호크스의 돌출에서 수단이 되었다. 자신이 30대에 들어서고 호크스는 그들의 스타 선수로부터 더 많은 만능 공헌을 필요하면서, 윌킨스는 앞으로 걸어나와 1990-91 시즌에서 9.0 리바운드를 평균하였다.

### 초창기 세월
인디애나폴리스 NBA 올스타 주말에서 그의 첫 슬램덩크 챔피언십에 올렸다. 그는 호크스에 6.9 리바운드와 135개의 스틸로 2위에 올라왔다. 자신의 2개 연속적 시즌들의 처음에서 1,891개의 득점과 함께 NBA를 이끌어 나갔다. 1984-85 시즌에서는 3점 슛 81개 중에 25개의 기록을 세웠고, 10개의 연속적 시즌들 중 처음으로 80%나 낳은 슛을 쏘기로 알려졌다. 윌킨스의 노력들에 불구하고 애틀랜타 호크스는 34승 48패로 끝나고 플레이오프들에 도달하는 데 실패하고 말았다.
1985-86 시즌에서 윌킨스는 NBA의 정예 동아리로 파열시키면서 한 경기에 30.3 포인트와 함께 리그 득점 타이틀을 우승하였다. 그는 처음으로 NBA 올스타가 되었고, 시즌 말에 올스타 퍼스트 팀에 선정되었다. NBA 슬램덩크 챔피언으로 남지 못하자, 그의 경쟁은 성공할 것 같지 않은 근거에서 왔다. 호크스는 시즌에 앞서 5-피트-7의 앤서니 "스퍼드" 웹을 자유 계약 선수로서 계약하였다. 윌킨스는 한 경기에 57 포인트를 득점하여 호크스의 리바운드, 프리스로우의 지도자로서 지위에 올라왔다. 호크스는 플레이오프의 첫 라운드 4개의 경기에서 디트로이트 피스톤즈를 꺾었으나 동부 콘퍼런스 준결승전에서 보스턴 셀틱스에게 패하고 말았다. 윌킨스는 9개의 플레이오프 경기에서 28.6 포인트를 평균하였다.
그는 1987년 4월 16일 시카고 불스와 경기에서 자신의 경력 10,000번째 포인트를 득점하여, 시즌 말기에 전체 NBA 세컨드 팀에 임명되었다. 닥 리버스, 케빈 윌리스, 트리 롤린스와 마이크 맥기는 동부 콘퍼런스 준결승전에서 피스톤즈에게 패하기 전에 플레이오프의 첫 라운드를 통하는 데 공헌하였다. 윌킨스는 공식적 이후 시즌 동안 26.8 포인트를 평균하였다.

### 1980년대 후반
1987-88 시즌에 윌킨스는 그의 경력의 최고 득점 평균을 매출하였고 NBA 득점 레이스에서 마이클 조던에 밀려 2위로 왔다. 그는 호크스를 위하여 30.7 포인트를 평균하였으나 조던은 35.0으로 그를 이겼다. 조던은 시카고에서 열린 올스타 주말 슬램덩크 챔피언십에서도 윌킨스를 꺾었다. 윌킨스는 올 NBA 세컨드 팀에 지위를 받고, 그 시즌에 애틀랜타 호크스 선수 처음으로 이주의 선수로 3번이나 임명되었다. 그의 3번째 올스타 경기에서 21분의 22 슛에 29 포인트를 득점하여 동부 선수단을 138-133의 승리로 이끌었다.
호크스는 50개 미만의 경기를 우승하고 동부 콘퍼런스 준결승전에 나갔으나, 셀틱스에게 다시 패하고 말았다. 5월 22일에 열린 7번째 경기에서 윌킨스와 래리 버드는 자신들의 존엄적 팀들을 스릴감 넘치는 종말로 사로잡기로 알려졌고, 셀틱스가 118-116으로 승리하였다.
호크스와 1989년 시즌 동안에 윌킨스의 득점 평균이 26.2로 떨어졌으나, 그는 똑바른 4번째 해의 올스타에 머물러 있었다. 농구 작가들은 시즌 말에 그를 올NBA 3번째 팀으로 선택하였다. 호크스는 1988-89 시즌에 레지 테우스와 모제스 말론을 영입시켰다.
윌킨스는 자신의 두 번째 슬램덩크 챔피언십에서 새크라멘토 킹스의 케니 스미스를 적은 차로 이기면서 1989-90 시즌의 덩크 돌출에 돌아왔다. 26.7 포인트를 평균하여 득점 레이스에 5위로 왔다.

### 1990년대
1990-91 시즌에서 경력 최고 9.0 리바운드를 평균하여 자신의 NBA 시즌에 처음으로 호크스를 그 범주에서 이끌었다. 그는 연속 8년째 해를 위한 득점으로 팀을 이끌어 한 경기에 25.9 포인트로 NBA의 7번째 최고팀으로 왔다. 윌킨스는 그의 6번째 올스타 경기에 나와 12 포인트를 득점하여 동부가 서부를 116-114로 꺾는 데 공헌하기도 하였다. 그는 그의 경력에 3번째로 올NBA 세컨드 팀에 선택되었다. 한해의 결석 후에 호크스는 플레이오프에 돌아왔고, 피스톤즈와 첫 라운드에서 비겼다. 5번째 경기에서 호크스는 피스톤즈를 밀어냈으나, 113-81로 패하였다. 윌킨스는 5개의 경기에서 20.8 포인트를 평균하였으나 필드에서 .372, 3점 슛 레인지에서 .133의 슛을 쏘았다.
42개의 경기 후에 윌킨스는 1월 28일 필라델피아 세븐티식서스의 경기에서 아킬레스건을 파열하면서 뜻밖의 휴식으로 가져왔다. 1월 30일에 수술을 받았고 부상당하기 7주 전에 윌킨스는 시카고 불스와 경기에서 223개의 프리스로우 기록을 세웠다. 또한 자신의 경력 20,000번째 포인트를 득점하여 당시 선수들 중 16번째로 그 단계에 도달한 단 하나가 되었다. 부상을 당한 날에 동부 콘퍼런스 올스타 경기에서 교체 선수로 임명되었다. 그의 28.1 득점 평균은 5년에 그의 최고였고, 12월 7일 뉴욕 닉스와 매치에서 두배의 오버타임 경기에 52 포인트를 득점하였다.
윌킨스는 몇몇의 스포츠 출판사들에 의하여 다음 시즌에 올해의 컴백 플레이어로 명예를 받았다. 시즌의 첫 달에는 한 경기에 27.7 포인트의 평균을 득점하였다. 그리고나서 12월 15일 오른손의 무명지가 부러지면서 패배를 당하여 다음 11개의 경기에서 벤치에 앉는 신세가 되고 말았다. 그 시즌 말에 그의 득점 평균은 29.9로 올라가 마이클 조던에게 밀리었다. 2월 21일 시애틀 슈퍼소닉스와 매치에서 자신의 31번째 포인트를 득점하여 밥 페티트의 20,880 포인트 득점 기록을 깼다. 후에 올NBA 세컨드 팀에 선택되었으나, 불스가 호크스를 플레이오프의 첫 라운드에서 3-0으로 쓸어버렸다.
애틀랜타 호크스에서 11년 반을 활약한 후 윌킨스는 대니 매닝의 교환을 위하여 2월 24일 로스앤젤레스 클리퍼스로 이적되었다. 이 일은 NBA 역사상 그들의 콘퍼런스에서 1위에 있는 팀이 올스타 브레이크 후에 그들의 선구적 득점자를 이적시키는 단 하나의 사건으로 알려졌다. 이적에 앞서 윌킨스는 24.4 포인트, 6.2 리바운드를 평균하여 팀을 36승 16패의 기록을 세웠다. 미드시즌에 그는 8번째로 올스타 경기에 나왔다. 호크스의 경영과 새 코치 레니 윌킨스는 매닝과 그의 능력들이 팀에 더욱 도움이 된다고 느꼈다. 제1시드의 호크스는 동부 콘퍼런스 경기에서 인디애나 페이서스에게 패하였다. 윌킨스는 23,292 포인트와 함께 항상 최고 득점자로서 호크스를 떠났다. 그의 시즌 마지막 25개의 경기에서 윌킨스는 29.1 포인트, 7.0 리바운드를 형균하였다.
1993-94 시즌에 자유 계약 선수가 되어 보스턴 셀틱스와 계약을 맺었다. 짧은 시간 후에 그는 1994년 세계 농구 선수권 대회에서 드림팀 II가 우승하는 데 도움을 주었다.

### 유럽 챔피언
셀틱스 팀을 복구하는데 자신의 역할에 불행을 느끼자 그리스 리그의 파나티나이코스 BC와 계약을 맺었다. 20.9 포인트, 7.0 리바운드의 평균으로 1996년 파나티나이코스가 우승하는 데 공헌하였다. 파리에서 열린 파이널 4 동안에 CSKA와 준결승전에서 35 포인트와 8 리바운드를, 바르셀로나와 결승전에서 16 포인트, 10 리바운드를 세웠다. 그로 인하여 MVP 상을 수상하였다.
1996-97 시즌 전에 NBA로 복귀하여 샌안토니오 스퍼스에 자유 계약 선수로서 계약을 맺었다. 윌킨스는 1996-97 시즌에서 스퍼스를 18.2 포인트로 이끌었다. 한 시즌 후에 다시 해외로 갔는데 이탈리아 리그 1997-98 시즌의 팀시스템 볼로냐와 계약을 맺었다. NBA로 다시 복귀한 그는 1998-99 시즌에 올랜도 매직에서 동생 제럴드 윌킨스와 함께 활약하였다. 27개의 경기에서 한 경기에 5.0 포인트, 2.6 리바운드를 평균하였다.

### 슬램덩크 경연대회
윌킨스는 5개의 슬램덩크 경연대회에 참가하여 2번이나 우승하였다. 1984년 덴버에서 열렸던 대회에 처음으로 참가하여 래리 낸스와 줄리어스 어빙에 밀려 3위에 왔다. 1985년 인디애나폴리스에서는 결승전에서 마이클 조던을 꺾었다. 1986년 댈러스에서는 그들의 리매치가 열렸는데, 결승전에 도달하였지만 자신의 동료 스퍼드 웹에게 패하였다.
최고로 예상된 윌킨스-조던 리매치는 1988년 시카고 올스타 주말에서 열렸으며 조던이 147-145로 이겼다.
1990년 윌킨스는 그의 마지막 슬램덩크 경연대회에 나와 숀 켐프, 스카티 피펜, 케니 워커(1989년 챔피언) 등과 맞붙었다. 결승전에서 새크라멘토 킹스의 케니 스미스를 꺾었다.